# Просянка (Харьковская область)
Просянка (укр. Просянка) — село,
Просянский сельский совет,
Купянский район,
Харьковская область, Украина.
Код КОАТУУ — 6323786201. Население по переписи 2001 года составляет 685 (325/360 м/ж) человек.
Является административным центром Просянского сельского совета, в который, кроме того, входят сёла
Волчий Яр,
Николаевка Первая,
Николаевка Вторая,
Прилютово и
Цыбовка.

## Географическое положение
Село Просянка находится на расстоянии в 3 км от реки Великий Бурлук.
По селу протекает несколько пересыхающих ручьев с запрудами.
На расстоянии в 1 км находятся сёла Волчий Яр и Цыбовка.

## История
- ранее 1869 — дата основания.

## Экономика
- Птице-товарная ферма.
- «Индустар», сельскохозяйственное ООО.
- Сельскохозяйственное ООО «Просянка».
- Сельскохозяйственное ООО «Пальмэра» с 2008 г.

## Объекты социальной сферы
- Дом культуры.
- Просянская амбулатория семейной медицины.

## Достопримечательности
- Братская могила советских воинов. Похоронено 132 воина.